# Alkskär
Alkskär är en ö i Kumlinge kommun på Åland (Finland). Den ligger bara hundra meter öster om Kumlinge. Öns högsta punkt är 13 meter över havet och arean är 10,2 hektar. Den sträcker sig cirka 600 meter i nord-sydlig riktning och 200 meter i öst-västlig riktning.
Terrängen på Alkskär domineras av hällmarksskog. Kraftledningen som förser Kumlinge med elektricitet går över Alkskär. Ön är obebyggd.